# Кобал, Синем
Сине́м Коба́л (тур. Sinem Kobal; 14 августа 1987 года, Стамбул) — турецкая актриса и модель.

## Биография и карьера
Синем родилась 14 августа 1987 года в Стамбуле в семье Мехмета и Нурай Кобал, есть брат Кемаль. 8 лет Синем посещала балетную школу, занималась спортом и модельным бизнесом, увлекалась модой и танцами. Снималась в рекламных роликах и работала телеведущей.
В 2001 году Синем начала актёрскую карьеру, получив роль Диляры в популярном сериале «Няня», далее последовала роль Айше в мини-сериале «Хюррем Султан». Однако широкую славу и известность Синем принесла роль Су в сериале «Маленькие тайны (Секреты Стамбула)». В 2014 году Синем получила роль Севды в телесериале "Дела сердечные", сестры главной героини Саадет, роль которой исполнила известная актриса Сельма Эргеч.
Синем является подругой таких актрис как Фахрие Эвджен, Джансу Дере и Бурчин Терзиоглу.

## Личная жизнь
С августа 2009 года Синем начала встречаться с футболистом Арда Тураном, однако из-за ревности Арды пара рассталась. С 2013 по 2014 год у Синем был роман с известным актёром Ибрагимом Челикколом. С февраля 2015 года Синем начала встречаться с актёром Кенаном Имирзалыоглу; в феврале 2016 года пара помолвилась, свадьба состоялась 14 мая 2016 года. В мае 2020 года стало известно о том, что Синем и Кенан ожидают рождения первенца.21 октября 2020 года у пары родилась дочь Лалин.

## Фильмография
| Год       |   | Русское название               | Оригинальное название         | Роль        |
| --------- | - | ------------------------------ | ----------------------------- | ----------- |
| 2001—2002 | с | Няня                           | Dadı                          | Дилара      |
| 2003      | с | Хюррем Султан                  | Hürrem Sultan                 | Айше        |
| 2003      | с | Школьная тетрадь               | Lise Defteri                  | Инжи        |
| 2003      | с | Школа                          | Okul                          | Шебнем      |
| 2005      | с | Дыхание Дыхание                | Nefes Nefese                  | Аслыгюль    |
| 2006      | с | Сын человека, который спас мир | Dünyayı Kurtaran Adam'ın Oğlu | Бианжа      |
| 2006—2009 | с | Селена                         | Selena                        | Селена      |
| 2008      | с | Оставайся на ногах             | Ayakta Kal                    | Ясемин      |
| 2010      | ф | Романтическая комедия          | Romantik Komedi               | Дидем       |
| 2010—2011 | с | Маленькие тайны                | Küçük Sırlar                  | Су Мабенджи |
| 2013      | ф | Романтическая комедия 2        | Romantik Komedi 2             | Дидем       |
| 2014—2015 | с | Дела сердечные                 | Gönül Işleri                  | Севда       |
| 2015      | ф | Сожги меня                     | Yaktın Beni                   | Ипек        |
| 2015      | с | Мамы и матери                  | Analar ve Anneler             | Зелиха      |
| 2017      | с | Лицом к лицу                   | Yuz Yuze                      | Селиха      |
| 2018      | ф | Романтическая комедия 3        | Romantik komedi 3             | Дидем       |